# جرج بردی (بازمانده هولوکاست)
جرج بردی (چکی: George Brady; ‏۹ فوریهٔ ۱۹۲۸ – ۱۱ ژانویهٔ ۲۰۱۹) کارآفرین اهل جمهوری چک بود.
بازمانده هولوکاست از دو اردوگاه آشویتس و اردوگاه ترزین موسوم به گتو در لهستان بود. او یک کارآفرین کانادایی بود و در سال ۲۰۰۸ نشان افتخار انتاریو را دریافت کرد.
وی همچنین برندهٔ جوایزی همچون نشان افتخار شایستگی جمهوری فدرال آلمان شده‌است.

## سرگذشت هولوکاست
او پسر مارکتا و کارل بردی و برادر هانا بردی بود، تا اوت ۱۹۳۹هنگامی که آلمان نازی کنترل بوهمیا و موراویا را به دست گرفت، دوران کودکی معمولی خو را در چکسلواکی بین دو سرزمین گذراند. پس از آن، خانواده یهودی او با محدودیت‌های فزاینده و آزار و اذیت‌های فراوان توسط اشغالگران آلمان مواجه شدند. تا سال ۱۹۴۲ والدین بردی از فرزندانشان جدا شدند و آنها را به زندان‌ها و اردوگاه‌های کار اجباری نازی‌ها فرستادند و تا قبل از پایان جنگ جهانی دوم که آشویتس سقوط کرد. برای مدت کوتاهی، جورج و هانا همراه با عمه و عموی خود زندگی کردند چون عمه او یهودی نبود، بنابراین زن و شوهر از امتیاز ازدواج متقابل بهره‌مند بودند و به تبعید نرفتند. کودکان در مه ۱۹۴۲به اردوگاه گتو موسوم به ترزین اشتاد روانه شدند، اردوگاهی در محله یهودی نشین نزدیک پراگ، چکسلواکی، که جورج همراه با حدود ۴۰ پسر از جمله پتر گینز، یهودا بیکن و کورت کوت‌وک به آنجا تبعید شدند.
جورج و هانا تا سال ۱۹۴۴در ترزین اشتاد باقی ماندند، اما در ماه سپتامبر هانا را به اردوگاه جداگانه‌ای به آشویتس بردند و جورج به اردوگاه کار فرستاده شد و هانا در ماه اکتبر در آشویتس به زودی در یک اتاق گاز اعدام شد. جورج از آشویتس به اردوگاهی به نام گلی‌تس منتقل شد، و در آنجا به تعمیر اتومبیل‌های تعمیری در راه‌آهن مشغول کار شد. بردی در پیروزی ماه ژانویه ۱۹۴۵به آلمان رفت و همان ماه از آشویتس آزاد شد.

## درگذشت
جورج بردی در ۱۱ ژانویه ۲۰۱۹ بر اثر نارسایی قلبی در تورنتو در سن ۹۰ سالگی درگذشت.